# Dyscritomyia lucilioides
Dyscritomyia lucilioides är en tvåvingeart som först beskrevs av Grimshaw 1901.  Dyscritomyia lucilioides ingår i släktet Dyscritomyia och familjen spyflugor. Inga underarter finns listade i Catalogue of Life.